# Рана, Бхим Шамшер Джанг Бахадур
Бхим Шамшер Джанг Бахадур Рана (непальск. भीम शमशेर जङ्गबहादुर राणा; 16 апреля 1865 — 1 сентября 1932) — непальский государственный деятель, премьер-министр Непала (26 ноября 1929 — 1 сентября 1932). Младший брат Чандры Шамшера. Кавалер Ордена Звезды Индии, Ордена Святого Михаила и Святого Георгия, Королевского Викторианского Ордена. Из династии Рана.
Прежде чем занять пост премьер-министра Непала, Бхим Шамшер был официальным преемником премьер-министра (в звании фельдмаршала) с 1907 по 1929 год. 

## Биография

### Семья
Выходец из династии Рана. Бхим Шамшер был шестым сыном генерала непальской армии Дхир Шамшер Раны, младшего брата основателя династии Рана Джанг Бахадур Рана. Сын Бхим Шамшера, Падма Шамшер Янг Бехадар Рана, был премьер-министром Непалом с 29 ноября 1945 по 30 апреля 1948 года; другие его сыновья занимали видные государственные должности до 1951 года.

### Путь к власти
Бхим Шамшер вступил в непальскую армию в качестве подполковника в 1868 году. Он стал полковником в 1879 году, командующим северными войсками с 1885 по 1887 год, восточным командующим генералом с 1887 по 1901 год, старшим командующим западным командованием и начальником штаба армии в 1901—1907 годах, а также преемником и главнокомандующим с 1907 по 1929 год. Бхим Шамшер был адъютантом британского короля Георга V во время его визита в Непал в декабре 1911 года.
Бхим Шамшер стал фельдмаршалом непальской армии 26 ноября 1929 года, почетным генерал-майором британской армии 4 апреля 1930 года, почетным полковником 4-й стрелковой части Горкха 4 апреля 1930 года и почётным генералом китайской армии 23 февраля 1932 года. Получил награду Великого Магистра Ордена Звезды Непала.

### Премьер-министр
Хотя Бхим Шамшер считался автократом, он провел несколько реформ, таких как создание субботы как праздника, установление рабочего времени с 10:00 до 16:00 в будние дни, защита фермеров-арендаторов от земельной реформы, отмена пошлин на хлопок и соль, отмена налога на пастбища и запрет смертной казни. Его жена Сита Бада Махарани Дила Кумари Деви сыграла центральную роль в этих реформах. Бхим Шамшер построил несколько районных больниц, трубопроводы питьевой воды в восточном Непале и построил дороги и мосты общего пользования. Во время своего правления Бхим Шамшер курировал расширение гидротехнических сооружений Катманду и региона Тераи. При нем был построен самый известный мост, Кало Пул (черный мост через реку Багмати в Катманду), который до сих пор остается в эксплуатации. Также, по поручению Бхим Шамшера были улучшены средние школы Бхактапура и района Патан Катманду до стандартов средней школы.

### Внешняя политика
Бхим Шамшер был союзником гоминьдановского Китая на севере и британского владычества в Индии на юге, оба из которых имели интересы в Непале. 
Бхим Шамшер обеспечивал британские интересы в Непале экономической поддержкой Лондона в обмен на поставку солдат гуркхов для британской армии. Он пригласил главнокомандующего британскими войсками в Индии Уильям Риддель Бидвуда в Катманду в 1930 году. Бхим Шамшер посетил Калькутту в 1931 году, чтобы встретиться с вице-королем лордом Ирвином и обсудить их отношения с Тибетом, поскольку британцы хотели проложить торговый путь с Тибетом через Непал. Однако отношения между Тибетом и Непалом ухудшались, и британцы хотели выступить посредником в споре .
Весной 1930 года возникла угроза вооруженного тибетско-непальского конфликта. Отношения между Тибетом и Непалом ухудшились с августа 1929 года из-за того, что Бхим Шамшер расценил как жестокое обращение Лхасы с С. Гьялпо, тибетско-непальским гражданином, арестованным в городе; дипломаты Бхим Шамшера заявили, что Гьялпо является подданным Непала, а тибетцы не согласились с этим. Гьялпо сбежал из-под стражи и нашел убежище в посольстве Непала в Лхасе. Тибетская полиция вошла в посольство и забрала Гьялпо; этот шаг возмутил Бхим Шамшера, который приказал мобилизовать войска для подготовки к войне против Тибета в феврале 1930 года.
Напряженность между странами ложилась тяжелым бременем на военную оборону Тибета, и Чан Кайши сообщил Далай-лама XIII о своей готовности отправить войска и официальных лиц для помощи тибетцам в их борьбе с непальцами. Хотя Далай-лама XIII тактично отклонил то, что он считал вводом ханьских китайских войск (и официальных лиц) в Тибет, Чан Кайши продолжал проявлять добрую волю по отношению к тибетцам, пообещав оказать дипломатическое давление на Британскую Индию и Непал в тибетско-непальском споре. 
Глава Комиссии по делам Монголии и Тибета и главный заместитель Чан Кайши Ма Фусян организовал дипломатическую инициативу с Непалом от имени Чан Кайши. Официальные лица Чан Кайши прибыли в Катманду через Индию в сентябре 1930 года, чтобы встретиться с Бхимом Шаумшером, которому сообщили, что они прибыли, чтобы «предложить услуги китайского правительства по урегулированию спора». Делегация преподнесла Бхим Шамшеру подарки от Чан Кайши, в том числе фарфор, древние китайские ткани, лак, нефрит, слоновую кость и другие китайские артефакты. Однако Бхим Шамшер отверг утверждения китайского правительства о причастности к каким-либо спорам между Тибетом и Непалом и отметил, что посредничество британцев уже помогло достичь мирного урегулирования.
Бхим Шамшер продолжал развивать дипломатические отношения с политиками Гоминьдана во время своего правления и балансировал отношения с британским правлением в Индии. Он также развил дипломатические отношения с Японией и несколькими европейскими державами.

## Награды и звания
- Орден Звезды Индии (1 января 1931) (Британская Индия)
- Орден Святых Михаила и Георгия (22 декабря 1931) (Великобритания)
- Королевский Викторианский орден (24 декабря 1911) (Великобритания)
- Медаль «Делийский дарбар короля Георга V» (1911) (Великобритания)
- Орден Священного треножника (23 февраля 1932) (Китайская Республика)